# Олга Кацијан
Олга Кацијан (Земун, 30. март 1952) југословенска и српска је филмска и позоришна глумица.

## Биографија
Дипломирала је 1980. глуму на Академији за гледалишче, радио, филм ин телевизијо у Љубљани. После отприлике деценије стваралаштва „на слободи“, кратко је радила у СНГ Марибор, где је остварила насловну улогу у Ведекиндовој Лулу (режија Едуард Милер, 1990) и за њу је награђена и на Борштниковом скупу и на МЕС-у - Сарајевски фестивал. Потом се 1991. запослила у Словеначком младинском гледалишту, где је играла до пензионисања.
Већ за прву филмску улогу — слепе сељачке девојке у Причи о добрим људима (Ф. Штиглиц, 1975) — награђена је Сребрном ареном на фестивалу у Пули и наградом за најбољег дебитанта на фестивалу глумачких остварења у Нишу. На нишком је фестивалу награђена и Повељом за улоге у филмовима: Сплав медузе (К. Година-Аћимовић, 1980) и Светозар Марковић (Е. Галић, 1980). Истакла се још главном женском улогом у Девојачком мосту (М. Стаменковић, 1976). Наступала је и у кратким играним филмовима и тв-драмама, филмовима и серијама телевизија Београд и Љубљана.
Олга Кацијан је добитница бројних награда, међу којима су: 2013. Борштников прстан, 2012. Жупанчичева награда за животно дело, 1998. Награда Фестивала Мале сцене, Ријека, 1990. Борштникова награда за глуму за улогу Лулу, 1990. Златни ловоров вијенац на фестивалу МЕС Сарајево за улогу Лулу у представи Лулу, 1976. Златна птица, и др.

## Филмографија
|                   | 1970 | 1980 | 1990 | 2000 | 2010 | Укупно |
| ----------------- | ---- | ---- | ---- | ---- | ---- | ------ |
| Дугометражни филм | 2    | 3    | 2    | 4    | 0    | 11     |
| ТВ филм           | 0    | 4    | 0    | 2    | 0    | 6      |
| ТВ серија         | 0    | 2    | 0    | 0    | 0    | 2      |
| ТВ мини серија    | 1    | 0    | 0    | 0    | 0    | 1      |
| Кратки филм       | 0    | 0    | 0    | 0    | 1    | 1      |
| Укупно            | 3    | 9    | 2    | 6    | 1    | 21     |

| Год.     | Назив                                 | Улога \|- style="background: Lavender; text-align:center; " | 1970.-те | 1970.-те | 1970.-те | 1970.-те |
| 1975.    | Прича о добрим људима                 | Катица                                                      |          |          |          |          |
| 1976.    | Девојачки мост                        | Јелена                                                      |          |          |          |          |
| 1978.    | Размена ТВ мини серија                | /                                                           |          |          |          |          |
| 1980.-те |                                       |                                                             |          |          |          |          |
| 1980.    | Светозар Марковић                     | /                                                           |          |          |          |          |
| 1980.    | Сплав медузе                          | Кристина Полић                                              |          |          |          |          |
| 1981.    | Светозар Марковић ТВ серија           | /                                                           |          |          |          |          |
| 1983.    | У логору ТВ филм                      | Баруница                                                    |          |          |          |          |
| 1983.    | Тераса ТВ филм                        | Ета                                                         |          |          |          |          |
| 1984.    | Наслеђе                               | Неда, Миланова жена                                         |          |          |          |          |
| 1986.    | Путовање у Вучјак ТВ серија           | Лидија                                                      |          |          |          |          |
| 1987.    | Шумановић — комедија уметника ТВ филм | Шумановићева мајка                                          |          |          |          |          |
| 1988.    | Тринајстица ТВ филм                   | /                                                           |          |          |          |          |
| 1990.-те |                                       |                                                             |          |          |          |          |
| 1992.    | Три сестре                            | /                                                           |          |          |          |          |
| 1995.    | Кармен                                | Рози                                                        |          |          |          |          |
| 2000.-те |                                       |                                                             |          |          |          |          |
| 2001.    | Сладке сање                           | Винкова удовица                                             |          |          |          |          |
| 2004.    |                                       | Милена - Хероина                                            |          |          |          |          |
| 2006.    | ТВ филм                               | Хиполyта                                                    |          |          |          |          |
| 2007.    | Соња ТВ филм                          | Мајка                                                       |          |          |          |          |
| 2008.    | Реалитy                               | Директорка фестивала                                        |          |          |          |          |
| 2009.    | 9:06                                  | (као Олга Кацјан)                                           |          |          |          |          |
| 2010.-те |                                       |                                                             |          |          |          |          |
| 2015.    | Сосолки Кратки филм                   | Управитељица                                                |          |          |          |          |